# Buckau (Herzberg)
Buckau ist ein Ortsteil der amtsfreien Stadt Herzberg (Elster) im Landkreis Elbe-Elster in Brandenburg. Der Ort liegt am Rand der Annaburger Heide.

## Geschichte

Buckau auf einer geschichtlichen Karte des Kreises Liebenwerda (1910).

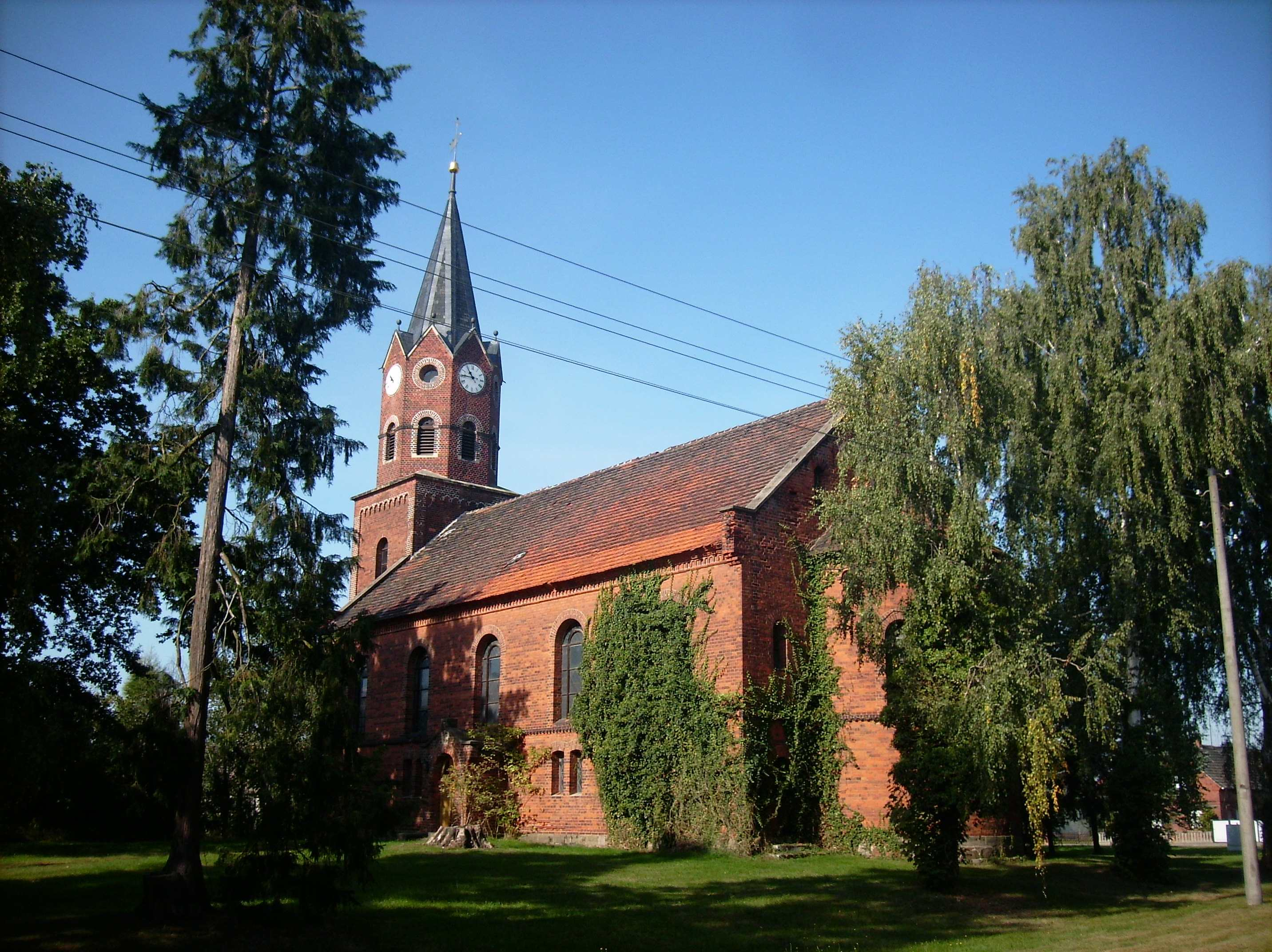
Buckauer Dorfkirche

Der Ort wurde 1346 erstmals urkundlich erwähnt. Im Jahre 1474 erschien urkundlich die wüste Mark „Bucka“ als älterer Ortsteil des Dorfes, der eine Größe von 28 Hufen hatte. Bukow bezeichnete im Altsorbischen einen Ort, an dem Buchen wuchsen, eine Siedlung am Buchenwald. Im Jahre 1550 lebten dort 25 besessene Mann, darunter zwei Lehnsmänner. Die damalige Ortsflur umfasste ohne die 20 Hufen große wüste Feldflur 30 Hufen. Sie grenzte an die Dörfer Fermerswalde, Rahnisdorf, Mahdel, Grochwitz, Gräfendorf und die Stadt Herzberg.
Bereits zu jener Zeit verfügte der Ort über einen eigenen Pfarrer, das Lehen über die Kirche gehörte damals dem Amt Annaburg. Eine Johannes dem Täufer geweihte Kirche fiel allerdings, wie auch ein Großteil des restlichen Dorfes dem Dreißigjährigen Krieg zum Opfer.
Auf Bitten des Oberforst- und Wildmeisters Johann Günther aus Annaburg übergab ihm Kurfürst Johann Georg II. von Sachsen am 17. August 1680 wiederkäuflich das dem Amt Annaburg gehörende Dorf Buckau mit allem Zubehör und dem Amtsvorwerk sowie Rahnisdorf für 1500 Taler.
Ein Großbrand zu Johannis 1776 vernichtete die Wohn- und Wirtschaftsgebäude von sieben Dorfbewohnern. Infolge der Bestimmungen des Wiener Kongresses kam das etwa 200 Einwohner zählende Dorf zum Regierungsbezirk Merseburg der preußischen Provinz Sachsen. Dem Patrimonialgericht in Rahnisdorf unterstand Buckau anschließend noch bis 1848. Im April 1856 zerstörte ein abermaliger Großbrand 89 Wohn- und Wirtschaftsgebäude. Dem Feuer fiel auch die als Fachwerkbau wiedererrichtete Dorfkirche zum Opfer.
Geprägt wird der Ort in der Gegenwart von einem rechteckigen Dorfanger sowie Drei- und Vierseitenhöfen, die aus der zweiten Hälfte des 19. Jahrhunderts und ersten Hälfte des 20. Jahrhunderts stammen.

## Kultur und Sehenswürdigkeiten
- Die heutige Dorfkirche befindet sich an der Nordseite des Buckauer Dorfangers. Bei dem Bauwerk handelt es sich um einen im Jahre 1861 entstandenen Saalbau aus Backstein mit Halbkreisapsis. Im Westen des Kirchenbaus befindet sich ein quadratischer Turm mit achteckigem Aufsatz und Spitzhelm.[3][5]
- Kriegerdenkmal